# Paraskevas Avgerinos
Paraskevas Avgerinos (in greco Παρασκευάς Αυγερινός?) (Falanthos, 19 agosto 1927) è un politico e medico greco, membro del Movimento Socialista Panellenico e già ministro ed europarlamentare.

## Biografia

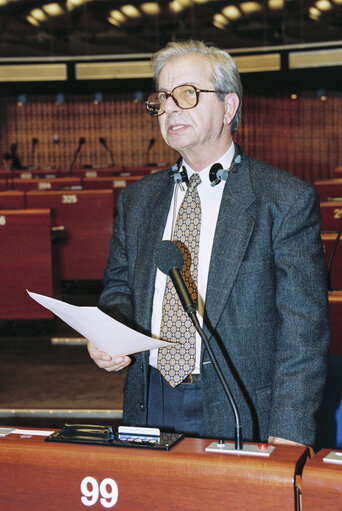
Paraskevas Avgerinos nel 1992

Nato in Arcadia, Paraskevas Avgerinos si laureò in medicina presso l'Università Nazionale Capodistriana di Atene e divenne un chirurgo. Prese parte alla Resistenza greca tra il 1943 e il 1944. Fu inoltre un militante del movimento panellenico di liberazione durante la Dittatura dei colonnelli.
Entrato in politica, nel 1974 fu tra i membri fondatori del Movimento Socialista Panellenico (PASOK), di cui fu membro regolare dei Comitati Centrali del movimento fino al 2004 e membro dell'ufficio esecutivo per diciotto anni.
Quando Andreas Papandreou divenne primo ministro della Grecia, Avgerinos entrò a far parte della compagine di governo: fu ministro dei servizi sociali dal 1981 al 1982, poi ministro della sanità e del welfare dal 1982 al 1984 e infine ministro senza portafoglio responsabile delle politiche sociali da gennaio a luglio del 1984. Durante il suo incarico al Ministero della Sanità, avviò le procedure per la creazione del Servizio Sanitario Nazionale, poi istituito definitivamente nel corso del mandato del suo successore Georgios Gennimatas.
Candidatosi alle elezioni del 1984, venne eletto al Parlamento europeo. Fu riconfermato anche in occasione delle europee del 1989 e di quelle del 1994. Ricoprì inoltre l'incarico di vicepresidente del Parlamento europeo dal 1993 al 1999.
Dal 2000 al 2004 fu deputato al Parlamento ellenico. Tra il 2002 e il 2003, rappresentò i parlamentari greci in seno all'assemblea incaricata di redigere la Costituzione europea.
A partire dalla fine degli anni ottanta, Paraskevas Avgerinos fu uno dei dissidenti interni al partito del fondatore e leader del PASOK, Andreas Papandreou, nel cui esecutivo egli era stato ministro. Nel 1994 formò, insieme a Kōstas Sīmitīs, Vasō Papandreou e Theodōros Pagkalos, il cosiddetto "gruppo dei quattro" che si opponeva a Papandreou e a sua moglie Dimitra Liani. Nell'ottobre del 1995 Papandreou replicò ai dissidenti affermando "Una piccola cerchia di membri chiave è diventata una cerchia di autodistruzione e dissoluzione e ciò che mi fa arrabbiare è questa grande condotta amorale [...] questo comportamento è andato oltre ogni limite di tolleranza. Non c'è posto per l'ingratitudine e la mancanza di spina dorsale".
Nel 2013, nel suo libro Η Αλλαγή τελείωσε νωρίς ("Il cambiamento è finito presto"), Avgerinos affermò che Papandreou fosse affetto da una grave condizione psicopatologica (disturbo bipolare) e che fosse costantemente seguito dallo psichiatra Kōnstantinos Stefanīs, che gli somministrava vari farmaci per tenere sotto controllo la problematica. Secondo Avgerinos, infatti, fu proprio a causa dell'aggravarsi del quadro psichiatrico che Papandreou non apparve in pubblico per molto tempo nel 1979, sebbene fosse all'epoca il leader dell'opposizione.
Sempre nel 2013, auspicò una svolta nella leadership del partito affermando che se Giōrgos Papandreou non fosse stato il figlio di Andreas Papandreou, non sarebbe arrivato né a dirigere il partito né a divenire primo ministro.